# Dunham Castle
Dunham Castle är ett slott i Storbritannien.   Det ligger i distriktet Trafford i Greater Manchester i riksdelen England, i den centrala delen av landet, 260 km nordväst om huvudstaden London. Dunham Castle ligger 30 meter över havet.
Terrängen runt Dunham Castle är platt, och sluttar norrut. Runt Dunham Castle är det tätbefolkat, med 636 invånare per kvadratkilometer. Närmaste större samhälle är Manchester, 15,4 km nordost om Dunham Castle. Trakten runt Dunham Castle består i huvudsak av gräsmarker.